# Wrapper
Un wrapper (dal verbo inglese to wrap, "avvolgere"), in informatica, e in particolare in programmazione, è un modulo software che ne "riveste" un altro, ossia che funziona da tramite fra i propri clienti (che usano l'interfaccia del wrapper) e il modulo rivestito (che svolge effettivamente i servizi richiesti, su delega dell'oggetto wrapper).  Il principio si può applicare a sottoprogrammi come funzioni e metodi o a interi tipi, classi o oggetti.